# Веприк (Прилуцький район)
Ве́прик — село в Україні, у Прилуцькому районі Чернігівської області. Населення становить 13 осіб. Входить до складу Ічнянської міської громади. До 2017 року орган місцевого самоврядування — Монастирищенська сільська рада.

## Населення

### Мова
Розподіл населення за рідною мовою за даними перепису 2001 року:
| Мова       | Кількість | Відсоток |
| ---------- | --------- | -------- |
| українська | 20        | 100%     |

## Географія
Село Веприк знаходиться на відстані 1 км від селища Мирне (Ніжинський район) та за 4 км від села Монастирище. Поруч проходять автомобільна дорога Т  2527 та залізниця, станція Яхнівка за 1 км.
Нема в списках, станом на 1750 рік. Присутній в списках населених пунктів 1800 року. На мапі 1869 року позначений (можливо помилково) як х.Грецький.